# Serpophaga griseicapilla
Serpophaga griseicapilla là một loài chim trong họ Tyrannidae.